# Cessnock
Cessnock – miasto w Australii, w stanie Nowa Południowa Walia, w dolinie Huntera, nad rzeką Hunter. Położone ok. 150 km na północ od Sydney. Około 18 tys. mieszkańców.
W mieście rozwinął się przemysł tekstylny oraz przetwórstwa spożywczego.